# Primitive Cool
Albums de Mick Jagger
She's the Boss
(1985) Wandering Spirit
(1993)
Singles
1. Let's Work
Sortie : 1987
2. Throwaway
Sortie : 1987
3. Say You Will
Sortie : 1987

Primitive Cool est le deuxième album solo de Mick Jagger, chanteur des Rolling Stones, sorti le 14 septembre 1987 sur le label CBS Records.
Après le succès de son premier album en solo, She's the Boss en 1985, et alors que ses rapports avec Keith Richards sont des plus tendus, Mick Jagger prend ses distances avec les Rolling Stones, refusant de partir en tournée après la sortie de l'album Dirty Work, et entre en studio pour enregistrer Primitive Cool. Le nombre de musiciens invités est moins important que sur le précédent album et le chanteur fait cette fois appel à Dave Stewart et Keith Diamond comme coproducteurs.
Primitive Cool n'obtient pas le même succès que She's the Boss, il ne dépasse pas la 41e place dans le Billboard 200 aux États-Unis et la 26e dans les charts britanniques. Il est toutefois certifié disque d'or au Canada.

## Liste des titres
Toutes les chansons sont écrites et composées par Mick Jagger sauf mentions.
| No  | Titre                | Auteur                       | Durée |
| --- | -------------------- | ---------------------------- | ----- |
| 1.  | Throwaway            |                              | 5:03  |
| 2.  | Let's Work           | - Mick Jagger - Dave Stewart | 4:50  |
| 3.  | Radio Control        |                              | 3:56  |
| 4.  | Say You Will         | - Jagger - Stewart           | 5:07  |
| 5.  | Primitive Cool       |                              | 5:50  |
| 6.  | Kow Tow              | - Jagger - Stewart           | 4:55  |
| 7.  | Shoot Off Your Mouth |                              | 3:35  |
| 8.  | Peace for the Wicked |                              | 4:02  |
| 9.  | Party Doll           |                              | 5:20  |
| 10. | War Baby             |                              | 6:39  |

## Musiciens
- Mick Jagger – chant, guitare, autoharpe, harmonica, percussions
- Phillip Ashley, Greg Phillinganes – claviers
- Richard Cottle, Patrick Seymour – claviers
- Denzil Miller – claviers, chœurs
- Jeff Beck, G. E. Smith – guitare solo
- Vernon Reid, Jim Barber, Jimmy Rip, Dave Stewart – guitare rythmique
- Dean Garcia, Doug Wimbish – basse
- Seán Keane – fiddle
- Jocelyn Brown, Craig Derry, Brenda White King, Cindy Mizelle – choristes
- Keith Diamond – programmations
- Bill Evans, David Sanborn – saxophone
- Jon Faddis – trompette
- Omar Hakim, Simon Phillips – batterie
- Paddy Moloney – whistle, Uilleann pipes

## Classements hebdomadaires
| Classement (1987-1988)        | Meilleure position |
| ----------------------------- | ------------------ |
| Allemagne (Media Control AG)  | 8                  |
| Autriche (Ö3 Austria Top 40)  | 15                 |
| Canada (RPM Top Albums)       | 27                 |
| États-Unis (Billboard 200)    | 41                 |
| Norvège (VG-lista)            | 13                 |
| Nouvelle-Zélande (RIANZ)      | 15                 |
| Pays-Bas (Mega Album Top 100) | 5                  |
| Royaume-Uni (UK Albums Chart) | 26                 |
| Suède (Sverigetopplistan)     | 18                 |
| Suisse (Schweizer Hitparade)  | 14                 |

## Certifications
| Pays                  | Certification | Unités certifiées |
| --------------------- | ------------- | ----------------- |
| Canada (Music Canada) | Or            | 50 000            |